# The Amazing Panda Adventure
The Amazing Panda Adventure, conocida en España como El Pequeño Panda y en Hispanoamérica como La Aventura del Osito Panda, es una película familiar de 1995 dirigida por Christopher Cain. 

## Sinopsis
Mientras está de vacaciones en China, Ryan marcha con su padre, Michael, y dos amigos a buscar un oso panda que creen que está en peligro. Pero unos cazadores furtivos han llegado primero y han escapado con un oso panda recién nacido. Con Michael Tyler herido por los cazadores furtivos, a Ryan y sus nuevos compañeros no les queda más opción que adentrarse en el denso bosque, intentando rescatar el oso y encontrar su camino de regreso a la civilización. Mientras regresan con el panda Ryan Tyler y Ling se meten en algunos problemas, como mientras cruzan un puente antiguo.

## Recepción
En una escena de la película, Ryan y Ling están cubiertos de sanguijuelas y saltan a un río después de quitarse la ropa. Mientras se bañan tiene lugar una sugerente conversación, en la que cada uno expresa no querer ser visto por el otro. Por último, Ryan, al tener una idea, sale corriendo del agua sin darse cuenta de que está completamente desnudo y ella lo ve. Esta escena causó algo de controversia.

## Reparto y personal

### Reparto
- Stephen Lang como Michael Tyler.
- Ryan Slater como Ryan Tyler.
- Yin Ding como Ling.
- Wang Fei como Chu.

### Personal
- Dirigida por Christopher Cain.
- Producida por Lee Rich, John Wilcox, Gary Foster y Dylan Sellers.
- Productor ejecutivo Gabriella Martinelli.
- Historia por John Wilcox y Steven Alldredge.
- Guion por Jeff Rothberg y Laurice Elehwany.
- Director de fotografía Jack N. Green

## Lugares de rodaje
- Jiuzhaigou, China
- Chengdu, China
- Vancouver, Canadá